# Роз'їзд 47
Роз'їзд 47 (каз. рзд. 47) — станційне селище у складі Каратальського району Жетисуської області Казахстану. Входить до складу Бастобинський сільського округу.
Населення — 17 осіб (2021; 38 у 2009, 42 у 1999, 38 у 1989).